# هراند ماتئوسیان
هراند ایگناتی ماتئوسیان (ارمنی: Հրանտ Իգնատի Մաթևոսյան؛ ۱۲ فوریهٔ ۱۹۳۵ – ۱۹ دسامبر ۲۰۰۲) یک نویسنده، و فیلم‌نامه‌نویس اهل ارمنستان بود. گزارش ادبی (۱۹۶۱) که او از روستای زادگاهش آنیدزور، تهیه کرده بود، نام او را بر سر زبان‌ها انداخت. مجموعهٔ داستان‌های کوتاه او با عنوان «اوت» در ۱۹۶۷ م منتشر شد و در پی آن سناریوی ما همان کوه‌هایمان هستیم (۱۹۶۸م) به وسیلهٔ آ. پله شیان به نمایش درآمد.

## زندگی‌نامه
او در ۳ مارس ۱۹۳۵ در شهرستان تومانیان ارمنستان به دنیا آمده بود و در روز چهارشنبه ۱۸ دسامبر ۲۰۲ در ایروان به سبب بیماری سرطان ریه درگذشت.

## آثار
کتاب‌هایش به بیش از بیست زبان ترجمه شده‌است. انتشارات آلن میشل در سال ۱۹۹۴م منتخبی از داستان‌های کوتاهِ آفتابِ پاییز را چاپ و منتشر کرد. از نوشته‌های معروف دیگرش ما همان کوه‌هایمان هستیم، اوت، درختان، ارباب را می‌توان نام برد.

## جوایز
وی برندهٔ جوایزی همچون جایزه دولتی اتحاد شوروی و نشان مسروپ ماشتوتس شده‌است.

## نگارخانه

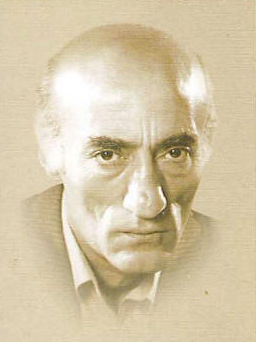
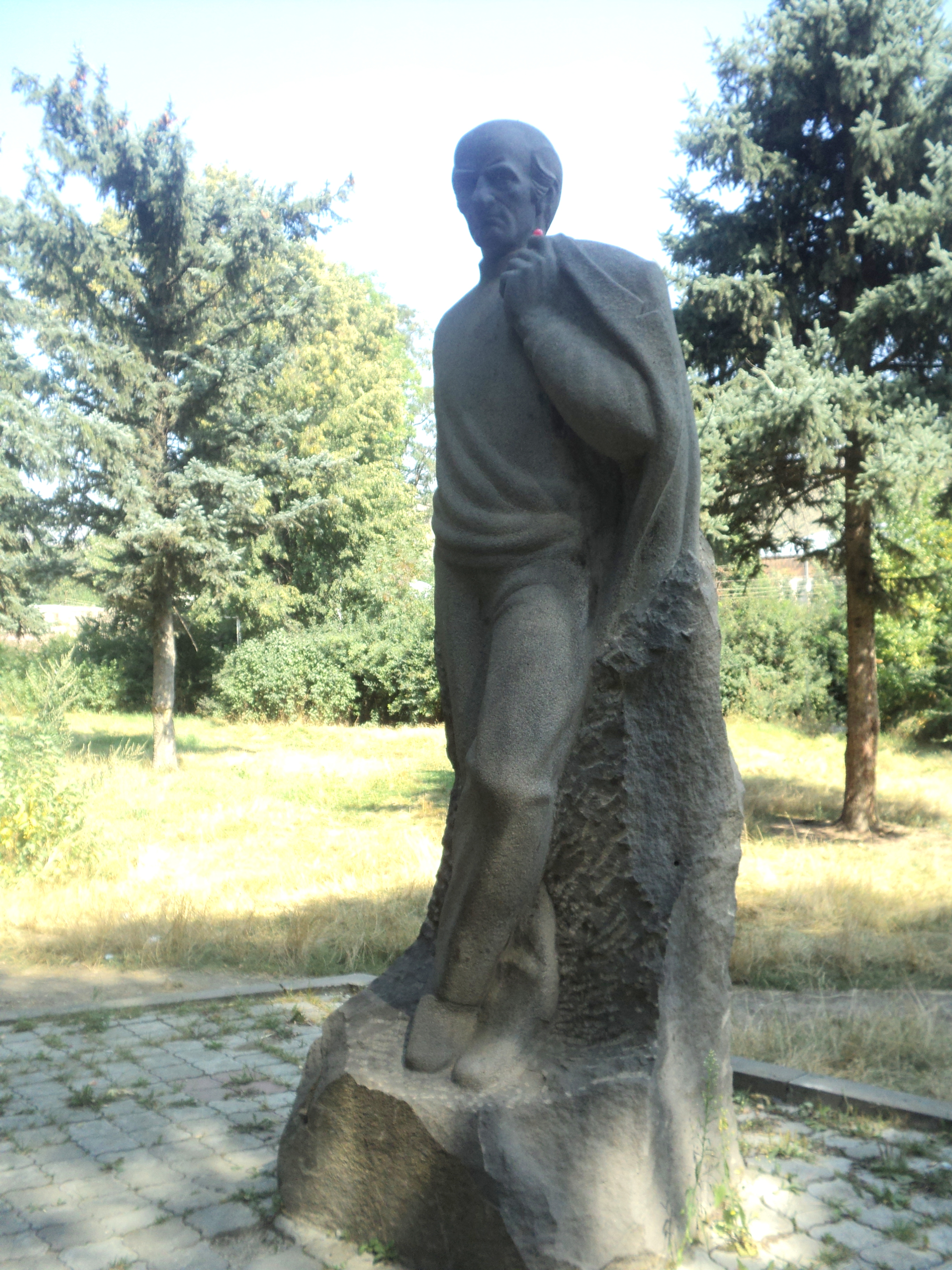